# Elsa Raposo
Elsa Raposo (Lisboa, 7 de agosto de 1964) é uma apresentadora de televisão, atriz e ex-modelo portuguesa.

## Biografia
Nascida em Lisboa, foi para Angola colonial quando ainda era bebé. Permaneceu aí até aos quatro anos de idade, tendo em seguida ido para Macau.
Em 1988, venceu o concurso "A Mulher Casada mais Bonita de Portugal". Em 1989, ficou em segundo lugar no concurso "Miss Europa". Ocupou o 7º lugar das mulheres mais sexy de Portugal em 2003, numa sondagem da revista TV 7 Dias.
Participou em diversos programas televisivos, o último dos quais foi a Quinta das Celebridades.

## Trabalhos na televisão
- Maré Alta, SIC 2004
- Apresentação Volta a Portugal em Bicicleta, RTP
- Apresentação Sexappeal, SIC
- A Minha Sogra é uma Bruxa, RTP 2002
- Um Estranho em Casa, RTP 2001
- A Hora da Morte, 2001